# Polygala crucianelloides
Polygala crucianelloides är en jungfrulinsväxtart som beskrevs av Dc.. Polygala crucianelloides ingår i släktet jungfrulinssläktet, och familjen jungfrulinsväxter. Inga underarter finns listade i Catalogue of Life.